# Šljivovo
Šljivovo (cyr. Шљивово) – wieś w Serbii, w okręgu rasińskim, w gminie Aleksandrovac. W 2011 roku liczyła 290 mieszkańców.